# Buckley (Washington)
Buckley ist eine Stadt (City) im Pierce County im US-Bundesstaat Washington. 2020 wurde eine Einwohnerzahl von 5.114 ermittelt. Buckley liegt unterhalb des Mount Rainier und ist für die Ausrichtung einer jährlichen Holzfäller-Show bekannt.

## Geschichte
Die einzelnen Angaben zur Geschichte sind den Akten der Stadt Buckley und der Buckley Library entnommen.
Die entscheidende Schlacht im Puget-Sound-Krieg fand 1856 in Connell’s Prairie, etwa 10 km westlich von Buckley statt. In Wilkeson wurden 1875 Kohle-Vorkommen entdeckt. Im selben Jahr siedelte Jeremiah „Jerry“ Stilley als erster Nicht-Indianer permanent westlich der heutigen Stadt. Zum Kohletransport wurde 1877 eine Eisenbahnstrecke von Tacoma nach Wilkeson gebaut. 1877 erhielt die heutige Stadt Buckley den Namen „Perkin’s Prairie“. Die Northern Pacific Railway baute 1884 eine Stichbahn von Cascade Junction (zwischen South Prairie und dem heutigen Buckley) nach Perkin’s Prairie. Von einem Eisenbahner wurde der Ort „White River Siding“ benannt. „Dad“ Chamberlain eröffnete 1885 den ersten Laden im Ort.
1887 wurde die Siedlung nach J. M. Buckley, einem Bezirksvorsteher der Northern Pacific Railway, umbenannt. Im selben Jahr wurde die erste Schule eröffnet. Im Jahr darauf wurde der Ort von Alexander und Mary Wickersham parzelliert. In schneller Folge wurden Säge- und Schindelwerke gegründet, die dem Ort einen Aufschwung bescherten. Das erste Postamt öffnete 1889 und das Bezirksgericht bestimmte fünf Männer zu Verwaltern des Orts. Im selben Jahr wurde die erste Zeitung von Buckley – The Buckley Banner – gegründet. 1890 wurde Buckley nach einer Abstimmung der Wahlberechtigten als Gebietskörperschaft anerkannt. Um einen Friedhof errichten zu können, wurde 1891 Land an die Stadt übereignet.
Am 5. Mai 1892 vernichtete ein Großbrand, der im zweiten Stock des Buckley Lumber Store ausbrach, den Großteil des Geschäftsviertels. Am 17. Juni desselben Jahres wurde vom White River School District ein neues Schulgebäude an der heutigen Stelle in der A-Street errichtet. Ebenfalls 1892 wurde die erste Kirche gebaut. Außerdem wurde die erste Wasserversorgung angelegt. Am 24. Februar 1893 eröffnete die erste Feuerwache in Buckley. Die Baupläne für einen Bahnhof wurden abgeschlossen.
Das Geschäftsviertel wurde 1898 erneut durch einen Brand zerstört. Im selben Jahr wurden die ersten Schüler der Highschool unterrichtet, nachdem ein Schulgebäude errichtet worden war. 1900 wurde die „Abteilung Mount Rainier“ des „Office of Emergency Services“ gegründet. 1902 erhielt das Schulgebäude einen Anbau; die erste Bibliothek wurde eröffnet. Die ersten Highschool-Abschlüsse wurden 1905 verliehen.

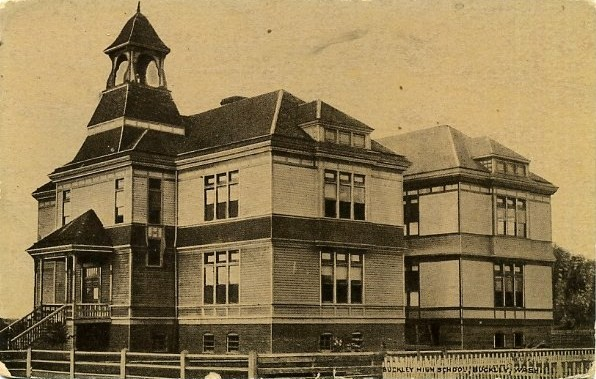
Buckley High School, etwa 1912

1907 wurde ein Trinkwassersystem gebaut, dessen Wasserturm noch heute in Betrieb ist; auch eine öffentliche Stromversorgung wurde eingeführt. 1909 brannte die Schule bis auf die Grundmauern nieder. Im selben Jahr gründete die Stadt eine Feuerwache als Ersatz für die Columbia Hose Company, eine private Feuerwehr. Ein neues (steinernes) Schulgebäude wurde 1910 in der A-Street errichtet. Mit dem Abschluss der Vortriebsarbeiten für einen Ablaufkanal und dem Bau des Maschinenhauses wurde 1911 das Elektrizitätswerk „White River Power Plant“ in Betrieb genommen. Außerdem wurde 1911 das heutige Rathaus gebaut.
1912 wurden die bis dato mit Holzbohlen gebauten Straßen befestigt. Die Wickersham Elementary School wurde 1914 gebaut. Ein erneuter Großbrand im Geschäftsviertel ruinierte dessen größten Teil. Die Highschool erhielt 1923 ein Berufsschulgebäude. 1929 erhielt die Feuerwache ein Auto mit Motorpumpe, das die bisher handbetriebene Ausrüstung ersetzte.
1932 öffnete die Rainier State School. 1939 wurde die Rainier School, eine Behinderten-Einrichtung, eröffnet.
Der Mud Mountain Dam wurde 1942 am White River fertiggestellt. 1944 endete die Ära der Eisenbahnschwellenproduktion mit der Schließung des Sägewerkes der Buckley Logging Company. 1946 wurden die Stadtgrenzen ausgeweitet und schlossen das Gelände der Rainier School sowie einige Farmen im Süden der Stadt ein. Die Rainier School erhielt 1947 einen Erweiterungsbau. Im selben Jahr wurde die letzte Kohle gefördert. 1948 wurde ein Kindergarten eröffnet. Im Jahr darauf folgte eine erneute Erweiterung der Rainier School; die Schulbezirke von Buckley und Enumclaw wurden zum White River School District zusammengelegt.
1951 wurde der „Rural Fire District No. 12“ organisiert und 1952 eine neue Feuerwache gebaut. Im selben Jahr erhielt die Rainier School erneut eine Erweiterung, und eine Abwasseraufbereitungsanlage wurde gebaut. 1953 erhielt die Feuerwache mit einem Packard von 1941 ihr erstes Rettungsfahrzeug. Der White River School District wurde 1953 wieder aufgelöst; die Wickersham School erhielt einen Anbau.
Die Buckley Planning Commission wurde 1955 gebildet. Im Jahr darauf wurde eine neue Sporthalle an der Highschool gebaut. 1957 etablierte die Stadt eine Erdgas-Versorgung. Der Bahnhof der Northern Pacific wurde 1959 abgerissen.
In Buckley ist eine Kompanie der „19th Special Forces Group“, einer Spezialeinheit der Nationalgarde der Vereinigten Staaten, stationiert.
Dreharbeiten zu dem Film „Waiting for the Light“ mit Shirley MacLaine und Teri Garr, 1990 fertiggestellt, erfolgten 1989 in Buckley. 2003 öffnete die Elk Head Brewery ihre Türen. Im Jahr darauf wurde die White River High School an ihren neuen Standort verlegt.

## Geographie
Buckley liegt auf 47°9'44" N / 122°1'40" W nahe den Gemeinden Enumclaw, Bonney Lake und Wilkeson. Nach dem United States Census Bureau nimmt die Stadt eine Gesamtfläche von 10,23 km² ein, wovon 10,02 km² Land- und der Rest Wasserflächen sind.

### Klima
Nach der Klima-Klassifikation von Köppen und Geiger herrscht in Buckley sommerwarmes Mittelmeerklima (abgekürzt „Csb“).

## Demographie
| Jahr | Einwohner¹ |
| ---- | ---------- |
| 1890 | 878        |
| 1900 | 1.014      |
| 1910 | 1.272      |
| 1920 | 1.119      |
| 1930 | 1.052      |
| 1940 | 1.170      |
| 1950 | 2.705      |
| 1960 | 3.538      |
| 1970 | 3.446      |
| 1980 | 3.143      |
| 1990 | 3.516      |
| 2000 | 4.145      |
| 2010 | 4.354      |
| 2020 | 5.114      |

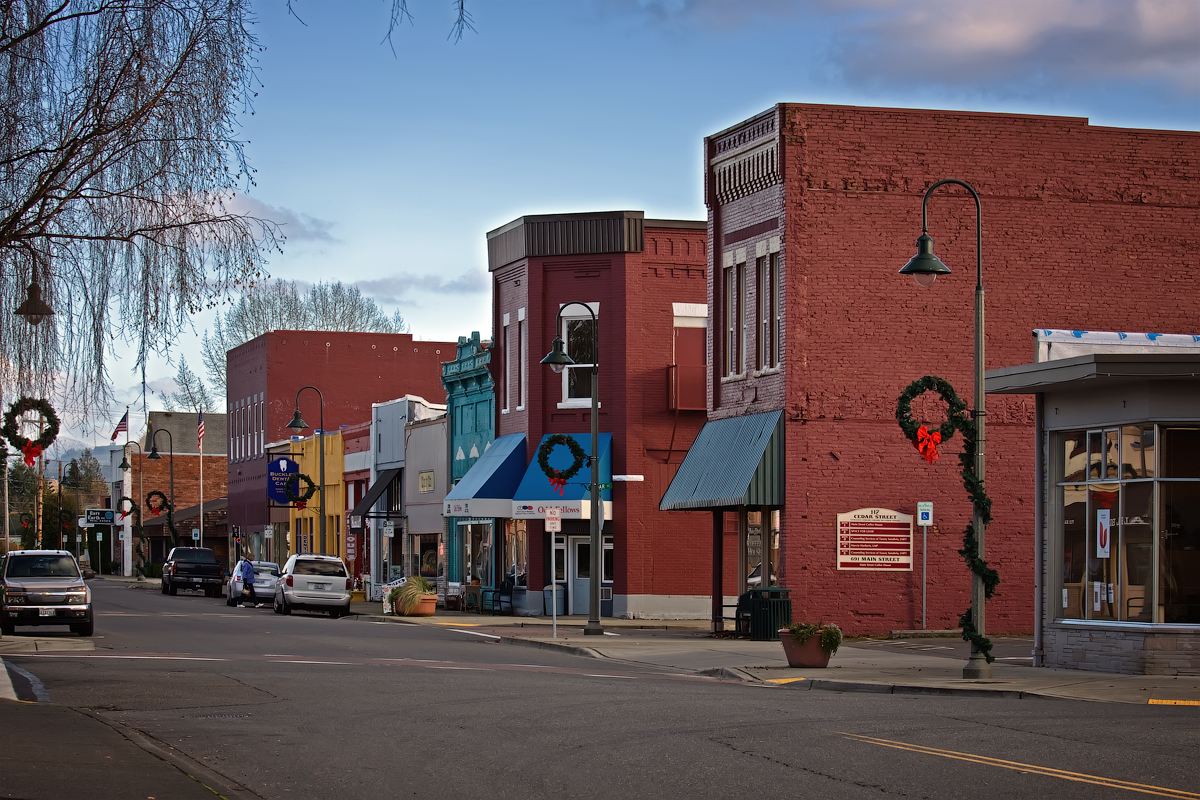
Main Street in Buckley

¹ 1890–2020: Volkszählungsergebnisse

### 2013
Für 2013 weist ein City-Data-Datensatz für Buckley eine Gesamtbevölkerung von 4.453 Personen aus, von den 48,6 % Frauen und 51,4 % Männer sind. Der Median des Alters lag mit 35,6 Jahren unter dem des Bundesstaates (37,4 Jahre).
Von den 4.453 Einwohnern waren 91,8 % Weiße, gefolgt von 3,1 % Hispanics, 2,9 % zu mehr als einer „Rasse“ gehörig, 0,8 % Indianer, 0,7 % Asiaten, 0,5 % Afroamerikaner, 0,1 % Pazifik-Insulaner und 0,02 % von anderer „Rasse“.
Von den über 25-Jährigen in Buckley hatten 80,7 % eine Highschool- oder höhere Ausbildung abgeschlossen. 14,8 % hatten mindestens einen Bachelor-Grad, und 4,4 % hatten einen Master- oder Berufsabschluss. Die Arbeitslosenquote betrug 6,9 %.
Von den über 15-Jährigen waren 47,4 % verheiratet, 36,3 % niemals verheiratet, 2,4 % lebten getrennt, 1,7 % waren verwitwet und 12,2 % geschieden.
Der Median des Haushaltseinkommens lag mit 59.852 US$ über dem im Bundesstaat (58.405 US$) und war seit 2000 um mehr als 10 US$ angestiegen.
Der Median der Kosten für Wohnimmobilien betrug allgemein 248.356 US$, bei Einfamilienhäusern 263.853 US$. Stadthäuser kosteten 219.456 US$. Bei Immobilien mit zwei Wohnungen waren es 181.905 US$, mit drei bis vier Wohnungen 194.771 US$, mit fünf oder mehr Wohnungen 239.007 US$ und bei Mobilheimen 92.564 US$.

### Census 2010
Nach der Volkszählung von 2010 gab es in Buckley 4.354 Einwohner, 1.591 Haushalte und 1.049 Familien. Die Bevölkerungsdichte betrug 434,4 pro km². Es gab 1.669 Wohneinheiten bei einer mittleren Dichte von 166,5 pro km².
Die Bevölkerung bestand zu 93 % aus Weißen, zu 0,6 % aus Afroamerikanern, zu 0,8 % aus Indianern, zu 0,8 % aus Asiaten, zu 0,1 % aus Pazifik-Insulanern, zu 1,2 % aus anderen „Rassen“ und zu 3,4 % aus zwei oder mehr „Rassen“. Hispanics oder Latinos „jeglicher Rasse“ bildeten 3,1 % der Bevölkerung. Bis 2014 gehörten weiterhin 93,0 % Weiße und 3,0 % Hispanics/Latinos zur Bevölkerung.
Von den 1591 Haushalten beherbergten 33,7 % Kinder unter 18 Jahren, 48,6 % wurden von zusammen lebenden verheirateten Paaren, 11,5 % von alleinerziehenden Müttern und 5,8 % von alleinstehenden Vätern geführt; 34,1 % waren Nicht-Familien. 26,3 % der Haushalte waren Singles und 11,6 % waren alleinstehende über 65-jährige Personen. Die durchschnittliche Haushaltsgröße betrug 2,5 und die durchschnittliche Familiengröße 3 Personen.
Der Median des Alters in der Stadt betrug 39,9 Jahre. 22,5 % der Einwohner waren unter 18, 8,9 % zwischen 18 und 24, 25,4 % zwischen 25 und 44, 30 % zwischen 45 und 64 und 13 65 Jahre oder älter. Von den Einwohnern waren 50,3 % Männer und 49,7 % Frauen. Männer bildeten auch bis 2014 das dominierende Geschlecht mit 2.191 Personen gegenüber 2.163 Frauen.

### Census 2000
Nach der Volkszählung von 2000 gab es in Buckley 4.145 Einwohner, 1.396 Haushalte und 995 Familien. Die Bevölkerungsdichte betrug 414,6 pro km². Es gab 1.472 Wohneinheiten bei einer mittleren Dichte von 147,2 pro km².
Die Bevölkerung bestand zu 93,78 % aus Weißen, zu 0,63 % aus Afroamerikanern, zu 1,13 % aus Indianern, zu 0,77 % aus Asiaten, zu 0,17 % aus Pazifik-Insulanern, zu 0,55 % aus anderen „Rassen“ und zu 2,97 % aus zwei oder mehr „Rassen“. Hispanics oder Latinos „jeglicher Rasse“ bildeten 1,81 % der Bevölkerung.
Von den 1396 Haushalten beherbergten 38,5 % Kinder unter 18 Jahren, 54,2 % wurden von zusammen lebenden verheirateten Paaren, 12,3 % von alleinerziehenden Müttern geführt; 28,7 % waren Nicht-Familien. 22,1 % der Haushalte waren Singles und 7,2 % waren alleinstehende über 65-jährige Personen. Die durchschnittliche Haushaltsgröße betrug 2,65 und die durchschnittliche Familiengröße 3,12 Personen.
Der Median des Alters in der Stadt betrug 36 Jahre. 26,4 % der Einwohner waren unter 18, 7,4 % zwischen 18 und 24, 32,4 % zwischen 25 und 44, 24,8 % zwischen 45 und 64 und 9 65 Jahre oder älter. Auf 100 Frauen kamen 102,3 Männer, bei den über 18-Jährigen waren es 106,9 Männer auf 100 Frauen.
Alle Angaben zum mittleren Einkommen beziehen sich auf den Median. Das mittlere Haushaltseinkommen betrug 49.453 US$, in den Familien waren es 54.900 US$. Männer hatten ein mittleres Einkommen von 43.409 US$ gegenüber 29.688 US$ bei Frauen. Das Pro-Kopf-Einkommen betrug 19.744 US$. Etwa 3,6 % der Familien und 8,3 % der Gesamtbevölkerung lebte unterhalb der Armutsgrenze; das betraf 6,4 % der unter 18-Jährigen und 4,9 % der über 65-Jährigen.

## Politik und Exekutive
Buckley wird von einem Bürgermeister und einem siebenköpfigen Stadtrat regiert. Zurzeit (2018) ist Patricia Johnson Bürgermeisterin; sie wurde 2006 gewählt und hat das Amt bis zum 31. Dezember 2021 inne.

## Buckley in der populären Kultur
- In der Komödie Black Sheep wurden Al Donnelly (Tim Matheson) und Mike Donnelly (Chris Farley) von Schauspielern aus Buckley dargestellt.

## Persönlichkeiten
- Blaine Larsen (* 1986), Country-Musiker
- Lucille Lund, Schauspielerin der 1930er Jahre, in Buckley geboren